# Bianka (chanteuse)
Pour les articles homonymes, voir Bianka.
Bianka (russe : Бьянка), de son vrai nom Tatiana Edouardovna Lipnitskaïa (russe : Татьяна Эдуардовна Липницкая, biélorusse : Таццяна Эдуардаўна Ліпніцкая), née à Minsk le 17 septembre 1985, est une chanteuse, rappeuse et compositrice russo-biélorusse. 

## Discographie
- Russian folk R'n'B (2006)
- About Summer (2007)
- 38 locks (2008)
- Our Generation (2011)
- Bianka. Music (2014)
- Thoughts In Notes (2016)
- Than i love (2018)
- Harmony (2018)